# Distrito de Broye-Vully
O Distrito de Broye-Vully é um dos dez distritos do cantão Vaud, e cuja capital é Payerne. Este distrito faz parte daqueles que em 2008 foram re-organizados pois recebeu comunas dos antigos distritos de Avenches e Payerne, e outras fusionaram para formar a de Vully-les-Lacs.
Segundo o censo de 2010, o distrito ocupa actualmente uma superfeicie de 519,95 km2, tem uma populaçnao total de 36 245 ham, o que faz uma densidade de 69,7 hab/km2, e é constituído por 37 comunas 

## Imagens

Bandeira do Cantão de Vaud
Armas de Payerne Capital do distrito
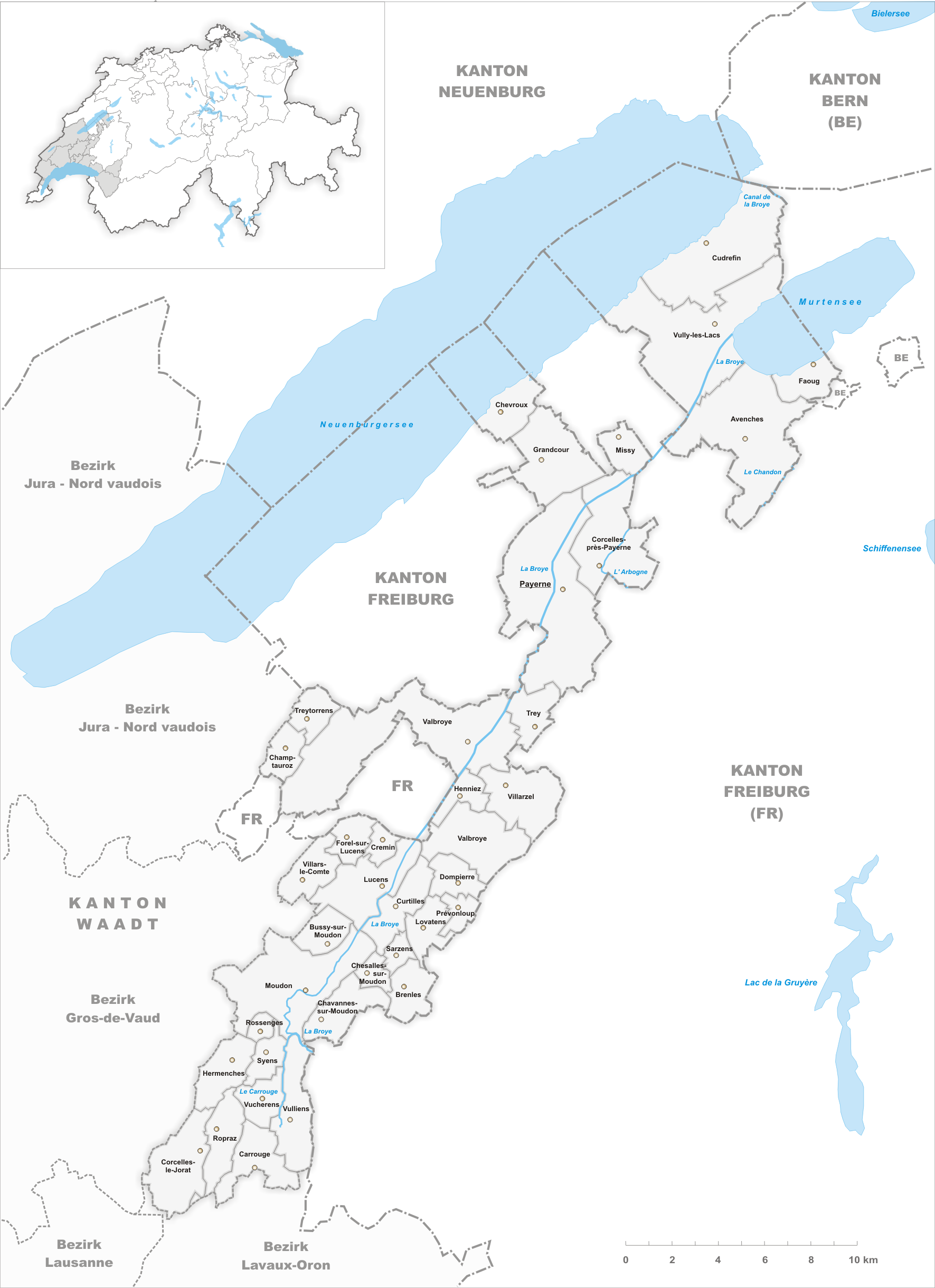
Distrito de Broye-Vully

## Comunas
O Distrito de Broye-Vully é composto de 37 seguintes comunas:
| Avenches               |
| Brenles                |
| Bussy-sur-Moudon       |
| Carrouge               |
| Champtauroz            |
| Chavannes-sur-Moudon   |
| Chesalles-sur-Moudon   |
| Chevroux (Vaud)        |
| Corcelles-le-Jorat     |
| Corcelles-près-Payerne |
| Cremin                 |
| Cudrefin               |
| Curtilles              |
| Dompiere (Vaud)        |
| Faoug                  |
| Forel-sur-Lucens       |
| Grandcour              |
| Henniez                |
| Hermenches             |

| Lovatens         |
| Lucens           |
| Missy            |
| Moudon           |
| Payerne          |
| Prévonloup       |
| Ropraz           |
| Rossenges        |
| Sarzens          |
| Syens            |
| Trey             |
| Treytorrens      |
| Valbroye         |
| Villars-le-Comte |
| Villarzel        |
| Vucherens        |
| Vulliens         |
| Vully-les-Lacs   |